# Gergely Regős
Gergely Regős (27 de abril de 1996) es un deportista húngaro que compite en pentatlón moderno. Ganó una medalla de plata en el Campeonato Mundial de Pentatlón Moderno de 2023, en la prueba de relevos.

## Medallero internacional
| Campeonato Mundial | Campeonato Mundial | Campeonato Mundial | Campeonato Mundial |
| Año                | Lugar              | Medalla            | Competición        |
| ------------------ | ------------------ | ------------------ | ------------------ |
| 2023               | Bath (Reino Unido) | Medalla de plata   | Relevo             |